# Erwin Wegner
Erwin Wegner (ur. 5 kwietnia 1909 w Szczecinie, zm. 6 lutego 1945 w Sarreguemines we Francji) – niemiecki lekkoatleta, płotkarz i wieloboista, wicemistrz Europy z 1934.

## Życiorys
Startował na igrzyskach olimpijskich w 1932 w Los Angeles, gdzie zajął 9. miejsce w dziesięcioboju, a w biegu na 110 metrów przez płotki odpadł w półfinale.
Na mistrzostwach Europy w 1934 w Turynie został wicemistrzem Europy w biegu na 110 metrów przez płotki (za Józsefem Kovácsem z Węgier). Na igrzyskach olimpijskich w 1936 w Berlinie odpadł w półfinale biegu na 110 metrów przez płotki.
Był mistrzem Niemiec na 110 metrów przez płotki w 1932, 1933, 1935 i 1937, wicemistrzem w 1931, 1934, 1938 i 1940 oraz brązowym medalistą w 1936, 1939 i 1941.
W 1935 dwukrotnie poprawiał rekord kraju w biegu na 110 metrów przez płotki – do 14,5 sekundy, który to rezultat przetrwał jako rekord Niemiec do 1955.
Zginął pod koniec II wojny światowej we Francji jako oficer Waffen-SS w stopniu Obersturmbannführera.